# Moara de vânt din Sarichioi
Moara din Sarichioi este o moară de vânt care  se află în prezent la Muzeul Național al Satului „Dimitrie Gusti”, ea fiind transferată în anul 1953. Moara a fost construită în secolul al XIX-lea. Monumentul are două încăperi suprapuse: jos, depozitul pentru saci, obloane, unelte etc., sus, mecanismul și cele două perechi de pietre pentru măcinat porumb și grâu.

## Bibliografe
- ro „Morile de vânt”. muzeul-satului.ro. Arhivat din original la 4 februarie 2012. Accesat în 6 decembrie 2011.